# Пюто (кантон)
Пюто́ (фр. Puteaux) — кантон у Франції, в департаменті О-де-Сен регіону Іль-де-Франс. Пюто розташований в північній частині Франції, на захід від Парижа, на лівому березі річки Сена і фактично є одним з передмість французької столиці. У містечку зберігся середньовічний центр. Відомий паризький архітектурний проєкт La Défense, який є одним з найбільших ділових і торгових центрів Європи, розташований головним чином на території міської комуни Пюто. Тут знаходяться також найбільш відомі споруди La Défense - такі, як Велика арка Дефанс. Пюто має багаті традиції в автомобілебудуванні і авіабудуванні. Тут на початку ХХ століття були засновані автомобільна фірма De Dion-Bouton і авіабудівна компанія Morane-Saulnier.

## Склад кантону
Кантон включає в себе 1 муніципалітет:
| Муніципалітет | Площа | Населення, осіб | Рік  |
| ------------- | ----- | --------------- | ---- |
| Пюто          | 3,19  | 43994           | 2007 |

| Франція | Це незавершена стаття з географії Франції. Ви можете допомогти проєкту, виправивши або дописавши її. |